# چارلز چون
چارلز چون (انگلیسی: Charles Chun) یک هنرپیشه اهل ایالات متحده آمریکا است.
از فیلم‌های معروف او می‌توان به بازی در فیلم مصاحبه اشاره کرد.